# Orthothecium
Orthothecium là một chi rêu trong họ Hypnaceae.